# Hupa

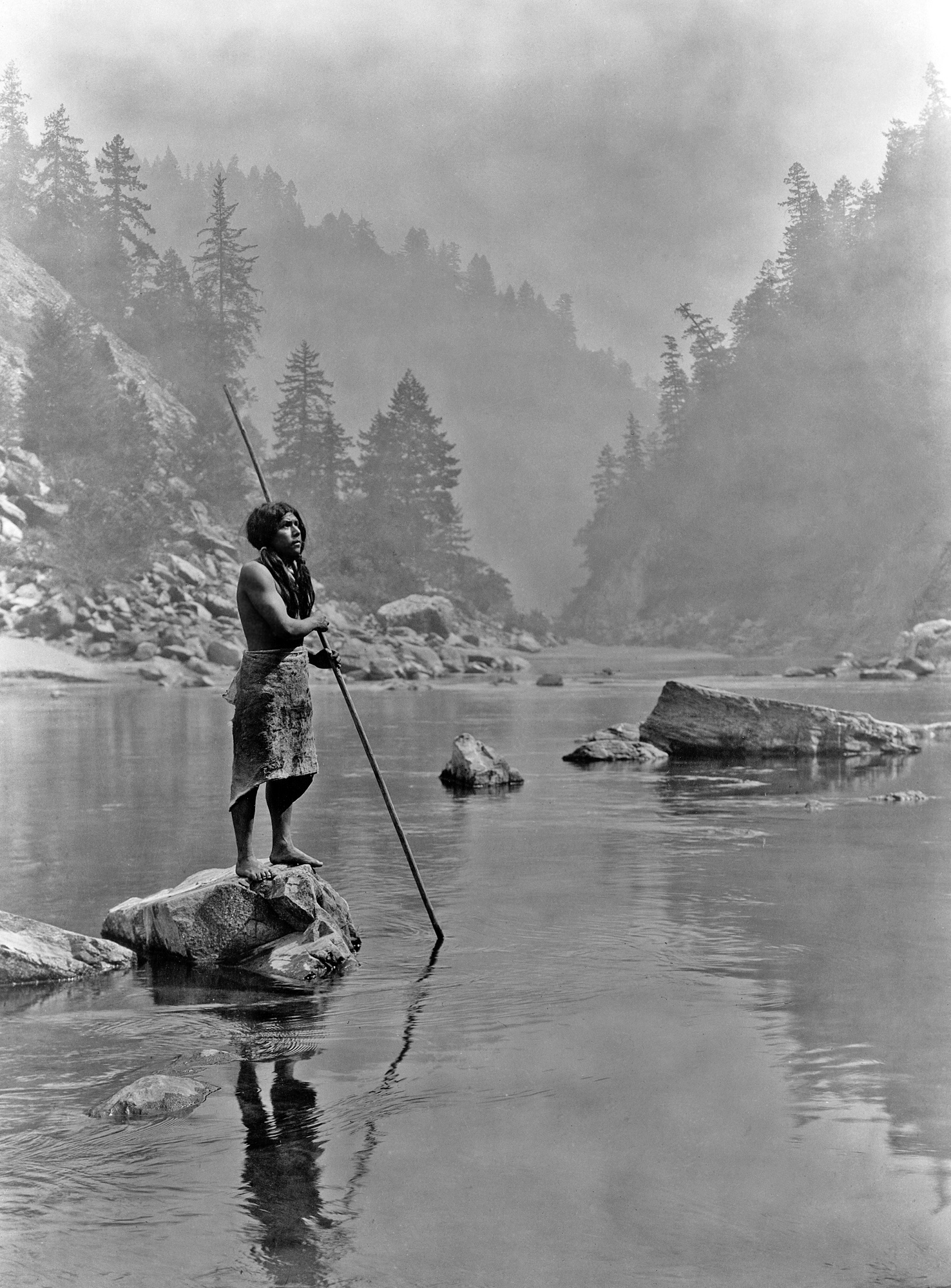
A smoky day at the Sugar Bowl
Edward Curtis, fotógrafo

Hupa refere-se à tribo americana nativa da parte noroeste da Califórnia. O nome oficial da tribo é Hoopa Valley Tribe(Tribo do Vale Hoopa).

## História

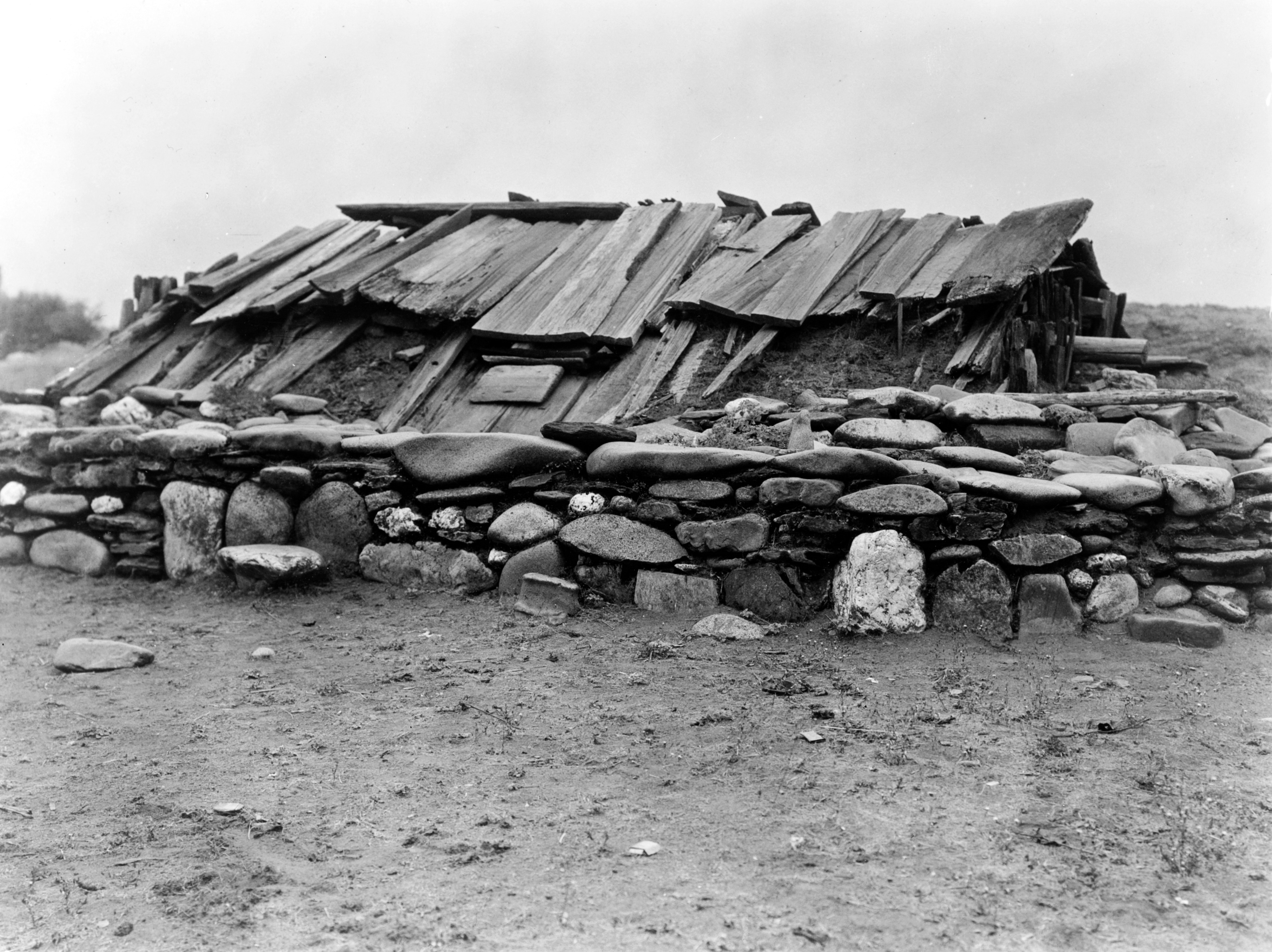
Sauna indiana dos Hupa, coberta por madeira em cima e cercada por paredes de pedras.

Hupa são povos que viviam no Vale Hupa, Califórnia. Sua herança linguística, Hupa, pertence à família Athakbaskan. As tradições dos Hupa sugerem que eles viveram no Vale Hupa por mais de 4,000 anos. Alguns integrantes da tribo também falam Yurok.
No século 19, eles ocuparam as terras que vão do sul do Rio Trinity, localizado no vale Hoopa, até o Rio Klamath na Califórnia. Suas casas de cedro vermelho, canoas, chapéus em forma de cesta, e vários outros elementos de sua cultura, os identificam com a cultura da Costa noroeste, a qual eles são os representantes mais ao sul; contudo, alguns de seus costumes (o uso de uma sauna para cerimônias e a produção de pães) não são característicos da cultura da área.
Em 1864, o Governo norte-americano assinou um tratado que reconhecia a soberania da tribo Hupa à sua terra. Os Estados Unidos chamaram a reserva de Reserva Indiana do Vale Hoopa, onde a tribo Hupa reside atualmente. A reserva fica ao lado do território dos Yurok com a junção dos rios Klamath e Trinity no nordeste do Condado de Humboldt. A reserva tem uma área de 365,413km².

## População
Estimativas das populações da maioria dos povos indígenas da Califórnia variaram consideravelmente. Alfred Louis Kroeber concluiu que a tribo Hupa em 1770 possuía 1,000 integrantes e que a tribo Chilula possuía mais 1,000. Kroeber estimou que a população Hupa em 1910 era de apenas 500. Em 1943, Sherburne F. Cook propôs que a população aborígene dos Hupa era de 1,000 e de 600 para os Chilula. A Reserva Indiana do Vale Hoopa tem uma população de aproximadamente 2,633 pessoas, de acordo com o Censo de 2000.